# Đại Bằng, Thâm Quyến
Khu mới Đại Bằng (tiếng Trung: 大鹏新区; bính âm: Dàpéng Xīn Qū) là một khu công năng hành chính thuộc thành phố Thâm Quyến, tỉnh Quảng Đông, Trung Quốc. Khu được hình thành vào năm 2011 từ ba nhai đạo là Đại Bằng, Quỳ Dũng, Nam Áo của khu Long Cương. Việc thành lập khu mới là nhằm phát huy lợi thế, thúc đẩy phát triển của Thâm Quyến, tối ưu hóa việc điều chỉnh bố cục tổng thể phát triển đô thị. Khu mới Đại Bằng có diện tích đất liền 302 km², đường bờ biển dài 133,22 km. Tổng nhân khẩu khu Đại Bằng vào năm 2014 là khoảng 200 nghìn người, trong đó khoảng 47 nghìn người có hộ tịch.